# Prova su carote

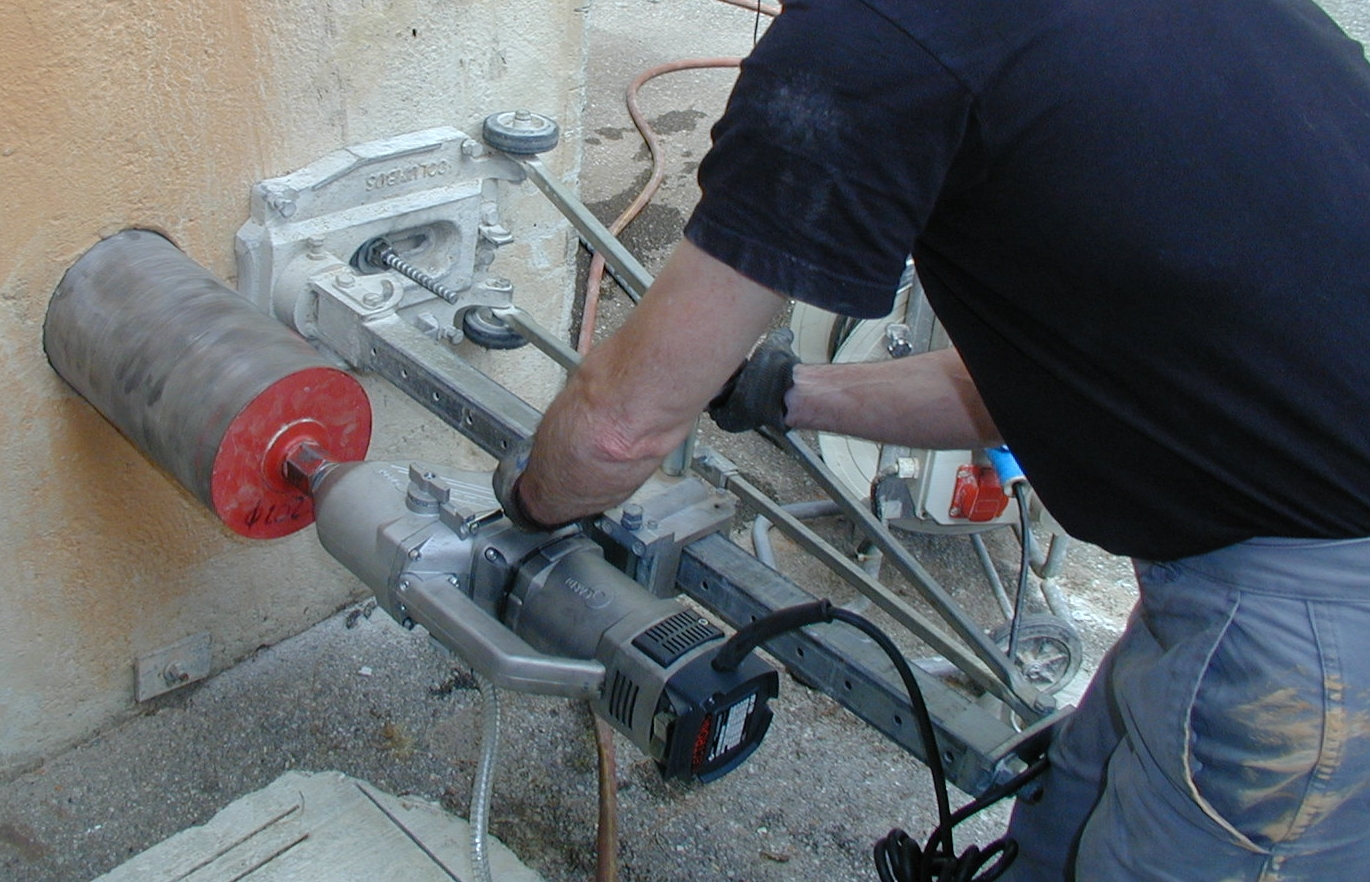
Carotatrice stazionaria in azione

La prova su carote di calcestruzzo è un metodo distruttivo che consente di determinare il valore della resistenza a compressione di un conglomerato cementizio attraverso prove di compressione effettuate in laboratorio su provini cilindrici (carote) prelevati in sito mediante macchina carotatrice .

Questi controlli di norma si effettuano su strutture esistenti o su strutture in fase di realizzazione qualora le prove su cubetti prelevati dal Direttore dei Lavori (o da un suo assistente) durante il getto abbiamo dato esito negativo e in generale ogniqualvolta la D.L. lo ritiene opportuno, ad esempio quando ci sia un problema di scadente o inefficace compattazione e maturazione dei getti.

Secondo le NTC 2008 al punto 11.2.6 attraverso tali controlli sul calcestruzzo indurito il Direttore dei Lavori deve verificare che il conglomerato in opera abbia una resistenza non inferiore all'85% di quella di progetto.

## Procedura

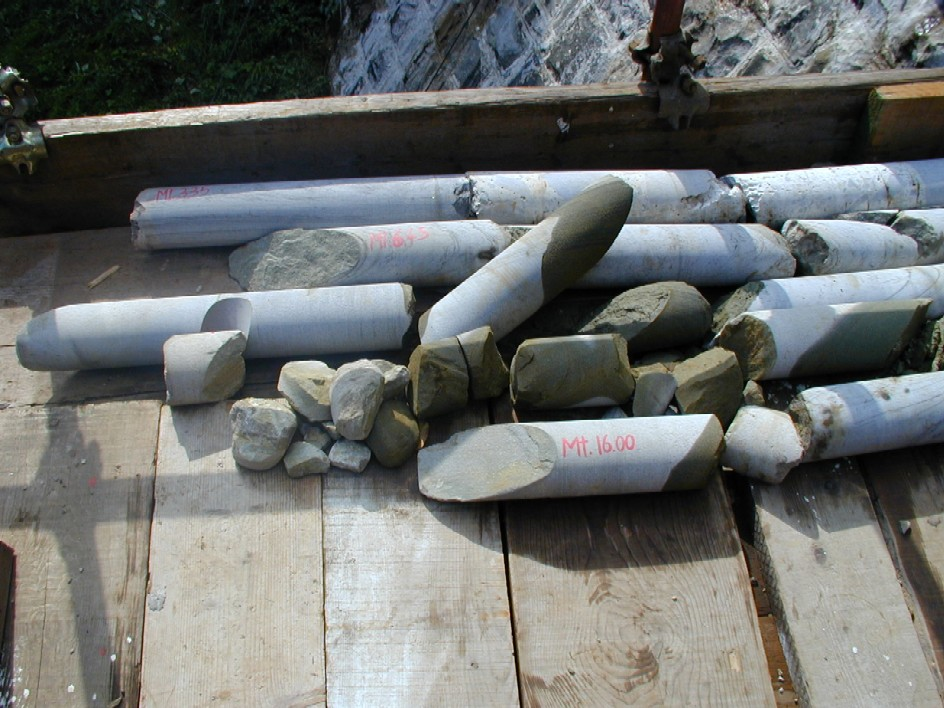
"carote" di campionamento del corpo di una diga con indicazione della profondità raggiunta

Le modalità di estrazione di carote sono riportate dalle UNI EN 12504-1.

L'operazione di carotaggio deve essere eseguita in modo tale da non compromettere i risultati della prova di compressione.

Sono quindi importanti alcuni aspetti:
- utilizzare punte perfettamente cilindriche e ben affilate;
- fissare rigidamente la carotatrice evitando qualunque vibrazione;
- utilizzare abbondantemente l'acqua di raffreddamento

È importante che la carota sia estratta:
- da una zona a bassa o nulla presenza di armature (prima del carotaggio andrebbe effettuata una prova non distruttiva con il pacometro),
- lontano da giunti, nodi strutturali o altri punti singolari;
- lontano dagli spigoli;
- lontano dalle parti sommitali dei getti.

Prima di estrarre le carote è necessario aspettare un determinato periodo di tempo, (variabile in funzione delle temperature ambientali), in modo che il calcestruzzo in opera abbia raggiunto un grado di maturazione equivalente a quello dei provini (28 giorni alla temperatura di 20 °C).

Il numero di carote da prelevare per caratterizzare il materiale dell'elemento strutturale in studio non deve essere inferiore a 3. 

Le carote estratte devono rispettare le seguenti relazioni dimensionali:
- D ≥ 3 dmax (diametro massimo dell'inerte)
- H ≈ 2 D o H ≈ D (non sono ammessi valori intermedi)

La scelta del diametro della carota deve tenere in conto anche della riduzione della sezione resistente dell'elemento in studio.

Individuato il diametro della carota si sceglie quello della punta della carotatrice elettrica (7, 10, 14 e 16 cm).

Le carote estratte andranno fotografate e opportunamente contrassegnate con pennarello.

Sulla superficie delle carote devono essere riportati almeno l'indicazione della direzione di carotaggio (orizzontale o verticale) e del punto di estrazione.

I fori da dove sono state estratte le carote devono essere riempiti con malta di cemento possibilmente a ritiro compensato.

il trasporto dal cantiere al laboratorio deve avvenire con la massima cautela, onde evitare la formazione di fessurazioni per inflessioni o vibrazioni, proteggendo la carota con appositi prodotti (es. palline di polistirolo) ed inserendola in cassette di trasporto rigide.

Le estremità delle carote devono essere preparate (mediante molatura o cappatura), conformemente all'appendice A della UNI EN 12390/3 e sottoposte a una prova di compressione secondo le prescrizioni della UNI EN 12504-1.

## Interpretazione dei dati

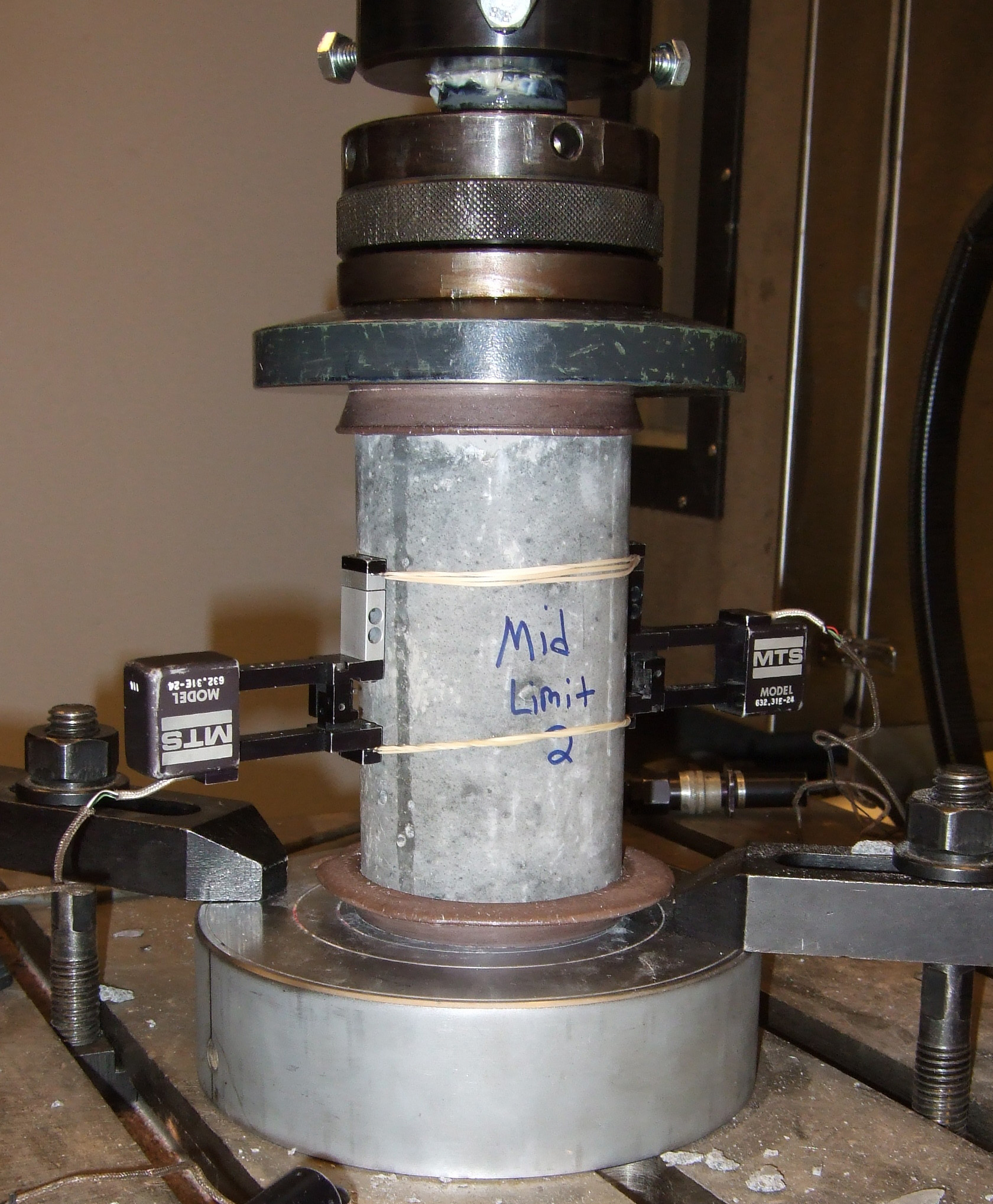
Prova di compressione monoassiale su un provino cilindrico di calcestruzzo

Dagli elaborati progettuali è noto il valore della resistenza caratteristica cubica Rck dal quale si può risalire al valore medio di progetto:
- Rcm = Rck + 10 (N/mm2);
- fcm = fck + 8 (N/mm2).

I valori di rottura vengono opportunamente riconvertiti attraverso coefficienti correttivi poiché i risultati ottenuti da carote non coincidono con quelli che si otterrebbero se il provino cilindrico fosse stato confezionato durante il getto.
Ottenuto il valore medio in sito fsm da questo si ricava l'equivalente valore cubico Rsm dalla relazione:
- Rsm = fsm / 0,83

tale equivalenza è valida rigorosamente per H/D ≥ 2, condizione oltre la quale si verifica effettivamente uno stato di tensione monoassiale. In carote più compatte, infatti, l'attrito tra le piastre della pressa e le facce del provino ingenera uno stato di tensionale triassiale che porta ad un certo confinamento del provino.

per rapporti diversi le norme ASTM C 42:68 introducono un coefficiente correttivo Fc tale che:
- Rsm = fsm  Fc / 0,83

con:
| H/D  | Fc   |
| 2    | 1    |
| 1,75 | 0,99 |
| 1,50 | 0,97 |
| 1,25 | 0,94 |
| 1,00 | 0,91 |

Secondo il p.to 11.2.6 delle NTC 2008 la verifica è superata se:
- Rsm ≥ 0,85 Rcm.

Questo deriva dalla maggiore compattezza dei provini cubici e dal fatto che i questi vengono compattati a rifiuto (grado di compattazione = 1) e stagionati in condizioni ideali (20 °C e UR ≥ 95%) mentre nelle opere reali, il grado di compattazione, che influenza la resistenza meccanica del materiale, è di norma inferiore a 1 e le modalità di stagionatura in cantiere sono certamente diverse da quelle standard. 

Pertanto la verifica della qualità del calcestruzzo, effettuata mediante le verifiche su provini cubici prelevati durante i getti, determina la bontà del materiale che arriva in cantiere ma potrebbe non essere esaustiva per stabilire l'idoneità del materiale posato in opera, che dipende dal costipamento effettuato e dal tipo di stagionatura a cui è sottoposto.

Per questo la normativa richiede che anche il valore della resistenza meccanica del calcestruzzo estratto direttamente dalla struttura sia non inferiore a 0,85 di quello teorico.

## Normativa
- UNI EN 12504-1:2009 - Prove sul calcestruzzo nelle strutture - Parte 1: Carote - Prelievo, esame e prova di compressione
- UNI EN 12390-3:2003 - Prova sul calcestruzzo indurito - Resistenza alla compressione dei provini